# Rhyacophila tungpa
Rhyacophila tungpa är en nattsländeart som beskrevs av Schmid 1970. Rhyacophila tungpa ingår i släktet Rhyacophila och familjen rovnattsländor. Inga underarter finns listade i Catalogue of Life.